# Tiselius
Tiselius är en svensk släkt som härstammar från kyrkoherden Karl Erik Tiselius i Kumla som antog namnet efter födelsebyn Tisarboda. Han var gift med Margareta Hallman, dotter till kyrkoherde David Hallman och Anna Netzelius.
Paret fick tre söner: Daniel Tiselius blev en berömd naturforskare, men var ogift. Från sonen Carl Tiselius upptog en kognatisk linje släktnamnet. Till denna ättegren hör Nobelpristagaren Arne Tiselius. Den yngre sonen Zacharias Tiselius fick ett stort antal ättlingar, till vilken gren Gustaf August Tiselius och dennes son Karl Edvard Tiselius hör.
Den 31 december 2013 var 95 personer med efternamnet Tiselius bosatta i Sverige.

## Personer från släkten
- Arne Tiselius (1902–1971), biokemist, professor vid Uppsala universitet och nobelpristagare
- Carl August Tiselius (1868–1936), militär och historiker
- Carl-Gustaf Tiselius (1920–2018), militär
- Daniel Tiselius (präst) (1682–1744), naturforskare och kyrkoherde
- Gustaf August Tiselius (1833–1904), botaniker, far till Karl Edvard Tiselius
- Jan Tiselius (1940–2023), skådespelare
- Karl Edvard Tiselius (1875–1954), justitieråd och landshövding, son till Gustaf August Tiselius
- Daniel Tiselius (militär) (1880–1952), sjömilitär, bror till Karl Edvard Tiselius

## Övrigt som uppkallats efter släktmedlemmar
- Forskningsfartyget R/V Arne Tiselius, uppkallad efter Arne Tiselius
- Tiselius (månkrater), uppkallad efter Arne Tiselius